# Fürjes megállóhely
Fürjes megállóhely egy Békés vármegyei vasúti megállóhely, Békéscsaba településen, a MÁV üzemeltetésében. A megyeszékhely belterületének legnyugatibb részétől, Fürjesikertek városrésztől is mintegy 3 kilométerre nyugatra található. Közúti elérését a 444-es főút biztosítja, mely a 4432-es mellékút, a 47-es főút és a 44-es főút felől biztosít kapcsolatot.

## Vasútvonalak
A megállóhelyet az alábbi vasútvonalak érintik:
- Szeged–Kötegyán-vasútvonal

## Kapcsolódó állomások
A megállóhelyhez az alábbi állomások vannak a legközelebb:
- Telekgerendás vasútállomás (Szeged–Kötegyán-vasútvonal)
- Békéscsaba vasútállomás (Szeged–Kötegyán-vasútvonal)

## Forgalom
| Járat        | Útvonal | Gyakoriság |
| ------------ | --- | ---------- |
| személyvonat | Szeged – Szeged-Rókus – Hódmezővásárhelyi Népkert – Hódmezővásárhely – Kútvölgy – Székkutas – Orosháza – Orosházi tanyák – Csorvás – Csorvás alsó – Telekgerendás (– Fürjes) – Békéscsaba | Napi 2 pár |